# Bulgarian International 2014
Die Bulgarian International 2014 im Badminton fanden vom 2. bis zum 5. Oktober 2014 in Sofia statt.

## Sieger und Platzierte
| Disziplin    | Gold                                        | Silber                         | Bronze                                      |
| ------------ | ------------------------------------------- | ------------------------------ | ------------------------------------------- |
| Herreneinzel | Marc Zwiebler                               | Scott Evans                    | Indra Bagus Ade Chandra                     |
| Herreneinzel | Marc Zwiebler                               | Scott Evans                    | Rasmus Fladberg                             |
| Dameneinzel  | Beatriz Corrales                            | Maria Febe Kusumastuti         | Mariya Ulitina                              |
| Dameneinzel  | Beatriz Corrales                            | Maria Febe Kusumastuti         | Linda Zechiri                               |
| Herrendoppel | Selvanus Geh Kevin Sanjaya Sukamuljo        | Ronald Alexander Edi Subaktiar | Fran Kurniawan Agripina Prima Rahmanto      |
| Herrendoppel | Selvanus Geh Kevin Sanjaya Sukamuljo        | Ronald Alexander Edi Subaktiar | Max Schwenger Josche Zurwonne               |
| Damendoppel  | Della Destiara Haris Gebby Ristiyani Imawan | Ririn Amelia Komala Dewi       | Maretha Dea Giovani Rosyita Eka Putri Sari  |
| Damendoppel  | Della Destiara Haris Gebby Ristiyani Imawan | Ririn Amelia Komala Dewi       | Ni Ketut Mahadewi Istarani Melvira Oklamona |
| Mixed        | Fran Kurniawan Komala Dewi                  | Max Schwenger Carla Nelte      | Ronald Alexander Melati Daeva Oktavianti    |
| Mixed        | Fran Kurniawan Komala Dewi                  | Max Schwenger Carla Nelte      | Edi Subaktiar Gloria Emanuelle Widjaja      |